# JR-Freight-Baureihe EF67
Die JR-Freight-Baureihe EF67 ist eine Baureihe elektrischer Lokomotiven, die durch die Japan Freight Railway Company (JR Freight) als dedizierte Schiebelokomotiven zum Einsatz auf dem steilen Senohachi-Abschnitt der San’yō-Hauptlinie zwischen Seno und Hachihonmatsu beschafft wurden. 
Die Klasse wird aus in 3 EF67-0-Lokomotiven und 5 EF67-100-Lokomotiven gebildet. Die EF67-0-Maschinen sind zwischen 1982 und 1984 aus älteren JR-Freight-Baureihe-EF60- und die EF67-100-Maschinen ab dem Jahr 1990 aus Lokomotiven, welche vorher zur ebenfalls älteren Baureihe EF65 gehörten, durch Umbau entstanden.

## EF67-0
3 Maschinen dieses Typs, EF67-0, wurden ab 1982 aus Lokomotiven aus der 4. Serie der Baureihe EF60 konstruiert, um schwere Güterzüge von mehr als 1000 Tonnen nachzuschieben. Für dieses Einsatzprofil waren die vorherigen Schiebelokomotiven der Baureihe EF61-200 ungeeignet. 
Ein Ende der Lokomotiven wurde mit einer Stehplattform und einer Zugangstür zum Fahrstand ausgerüstet. Die Bemalung besteht aus einem vollflächig aufgetragenem Orange-Ton (offiziell „Rot Nummer 11“) mit gelben Streifen unterhalb der Fahrstandfenster. Die 3 Lokomotiven der Reihe sind mit Scherenstromabnehmern des Typs PS22D ausgestattet.
Die Lokomotiven waren mit einem automatischen Kupplungslösungsmechanismus am Fahrzeugende mit der Plattform ausgestattet, so dass die Loks nach dem Nachschubdienst noch während der Fahrt abgekoppelt werden konnten. Dieses Vorgehen, Kuppeln während der Fahrt, wurde mit dem Fahrplanwechsel am 22. März 2002 beendet.

### Die Fahrzeuge
Die 3 EF67-Fahrzeuge wurden gemäß untenstehender Tabelle aufgebaut. Zum 1. April 2016 verblieb nur die Lok EF67 1 im Einsatz.
| Nummer | Nummer der Ausgangslok | Gebaut am          | Umgebaut am       |
| ------ | ---------------------- | ------------------ | ----------------- |
| EF67 1 | EF60 104               | 30. September 1964 | 31. März 1982     |
| EF67 2 | EF60 129               | 27. Oktober 1964   | 30. Januar 1984   |
| EF67 3 | EF60 88                | 9. Juli 1964       | 25. Dezember 1986 |

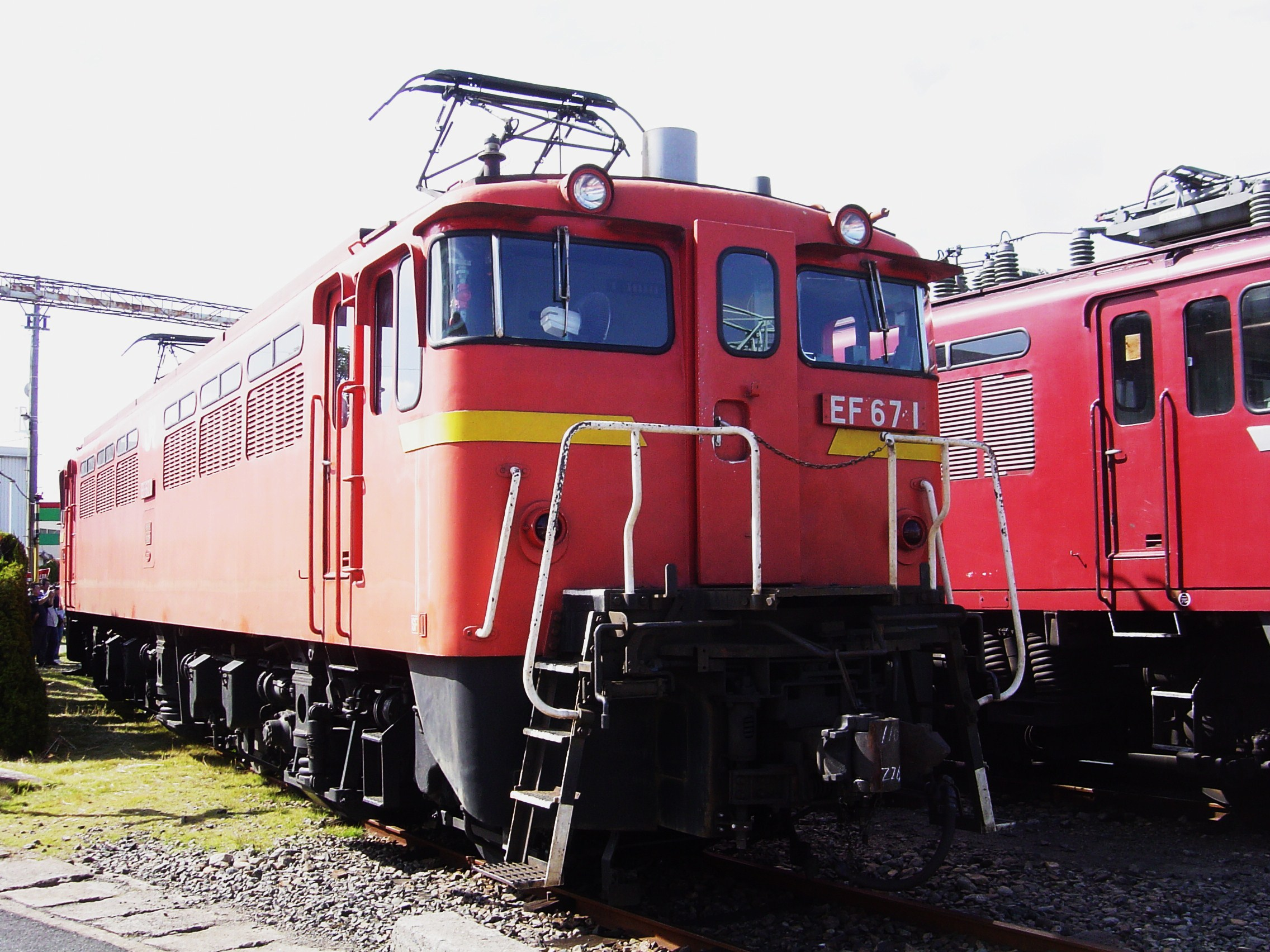
Erster Fahrstand von EF67 1 (Oktober 2005)
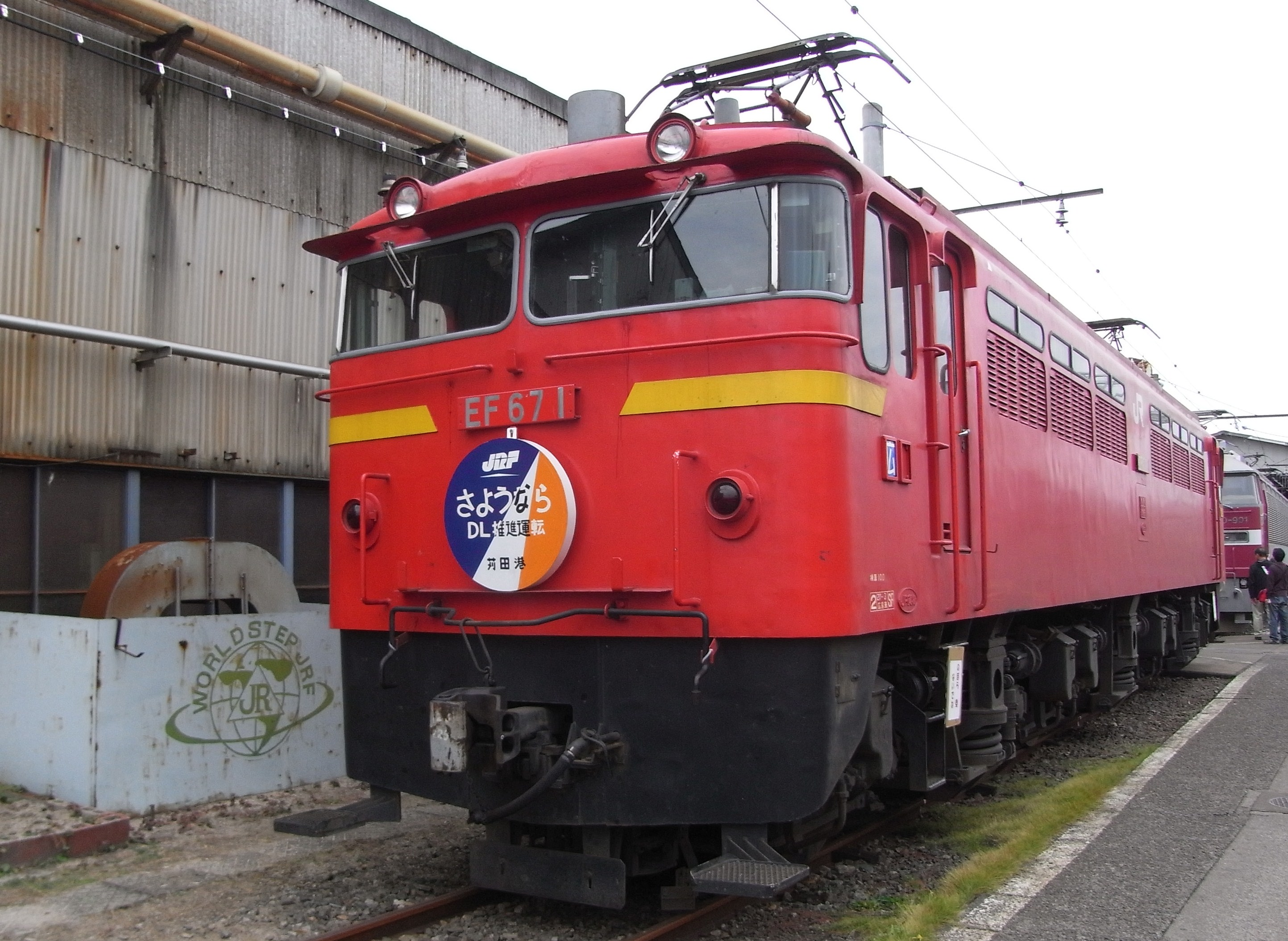
Zweiter Fahrstand von EF67 1 (Oktober 2009)

## EF67-100
Fünf EF67-100 wurden ab 1990 aus Spenderlokomotiven der 6. Serie der Baureihe EF65-0 aufgebaut, um die alternden EF61-200-Schublokomotiven zu ersetzen. Dieser Fahrzeugpark wurde in den Jahren 2003 und 2004 überholt. Dabei wurden die Lokomotiven in einem neuen Farbschema mit grauen und weißen Linien entlang der unteren Lokkastenseite lackiert. Diese Lokomotiven waren ursprünglich mit Scherenstromabnehmern des Typs PS22B ausgestattet, welche bei Überholungen gegen Einholmstromabnehmer ausgetauscht wurden. Dennoch fahren die Maschinen heute wieder mit den PS22B-Scherenstromabnehmern.

### Die Fahrzeuge
Die EF67-100-Lokomotiven entstanden entsprechend den Angaben der Tabelle:
| Nummer   | Nummer der Spenderlok | Gebaut          | Umgebaut           |
| -------- | --------------------- | --------------- | ------------------ |
| EF67 101 | EF65 134              | 6. August 1970  | 23. März 1990      |
| EF67 102 | EF65 131              | 16. Juli 1970   | 1. Mai 1990        |
| EF67 103 | EF65 133              | 30. Juli 1970   | 29. September 1990 |
| EF67 104 | EF65 132              | 20. Juli 1970   | 9. November 1990   |
| EF67 105 | EF65 135              | 20. August 1970 | 8. März 1991       |

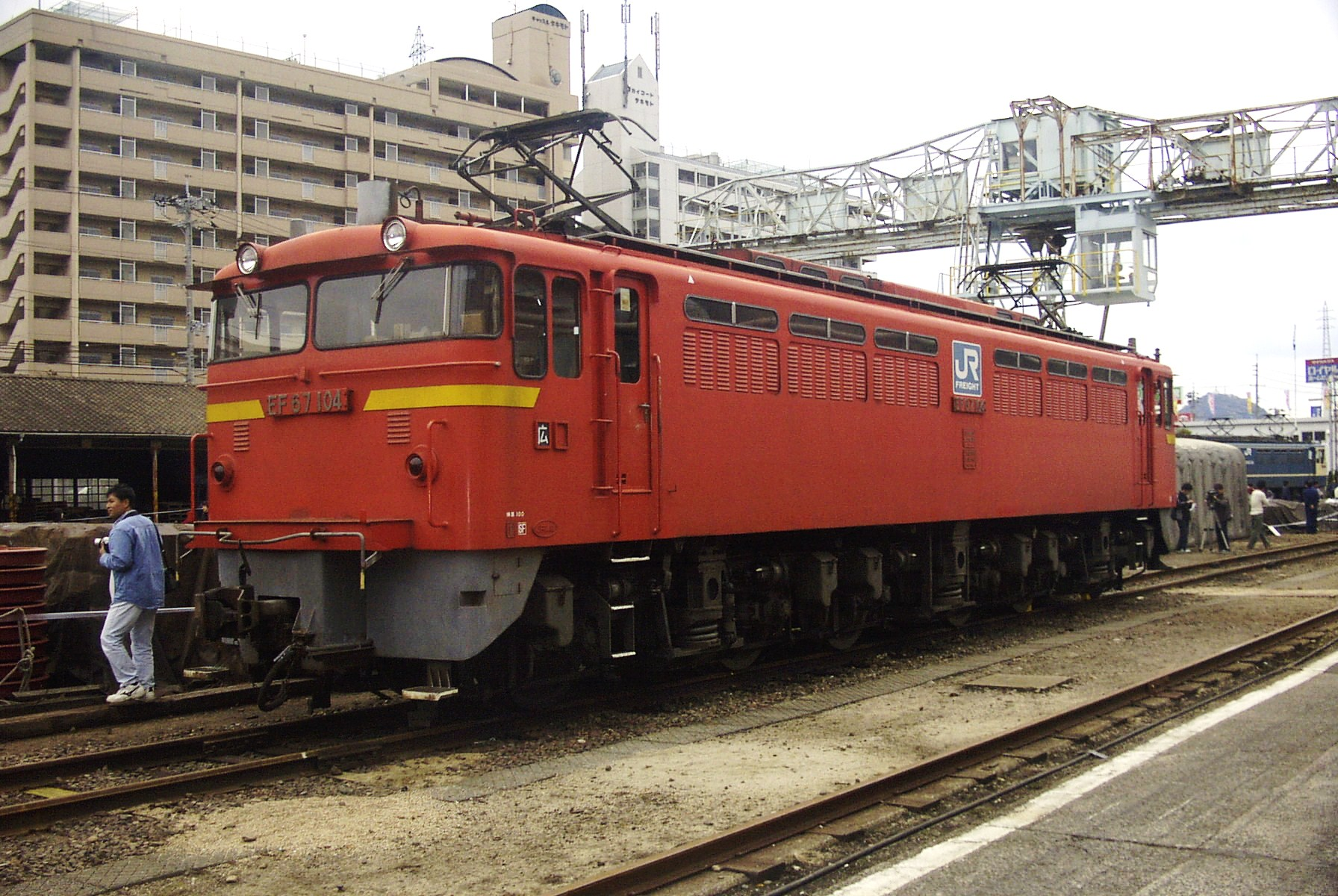
Erster Fahrstand der EF67 104 im Oktober  2002, Zustand vor Überholung
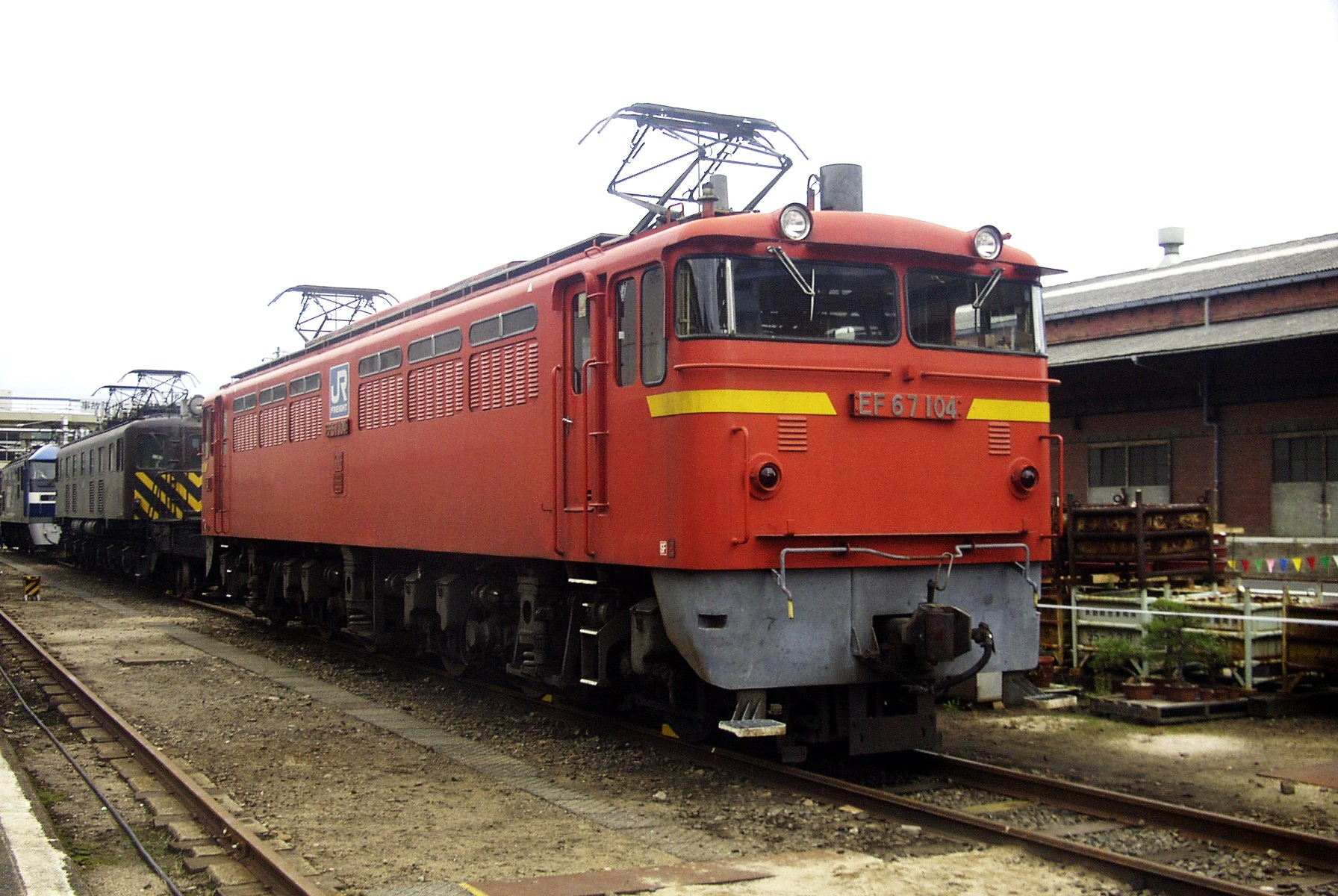
Zweiter Fahrstand der EF67 104 im Oktober  2002, Zustand vor Überholung
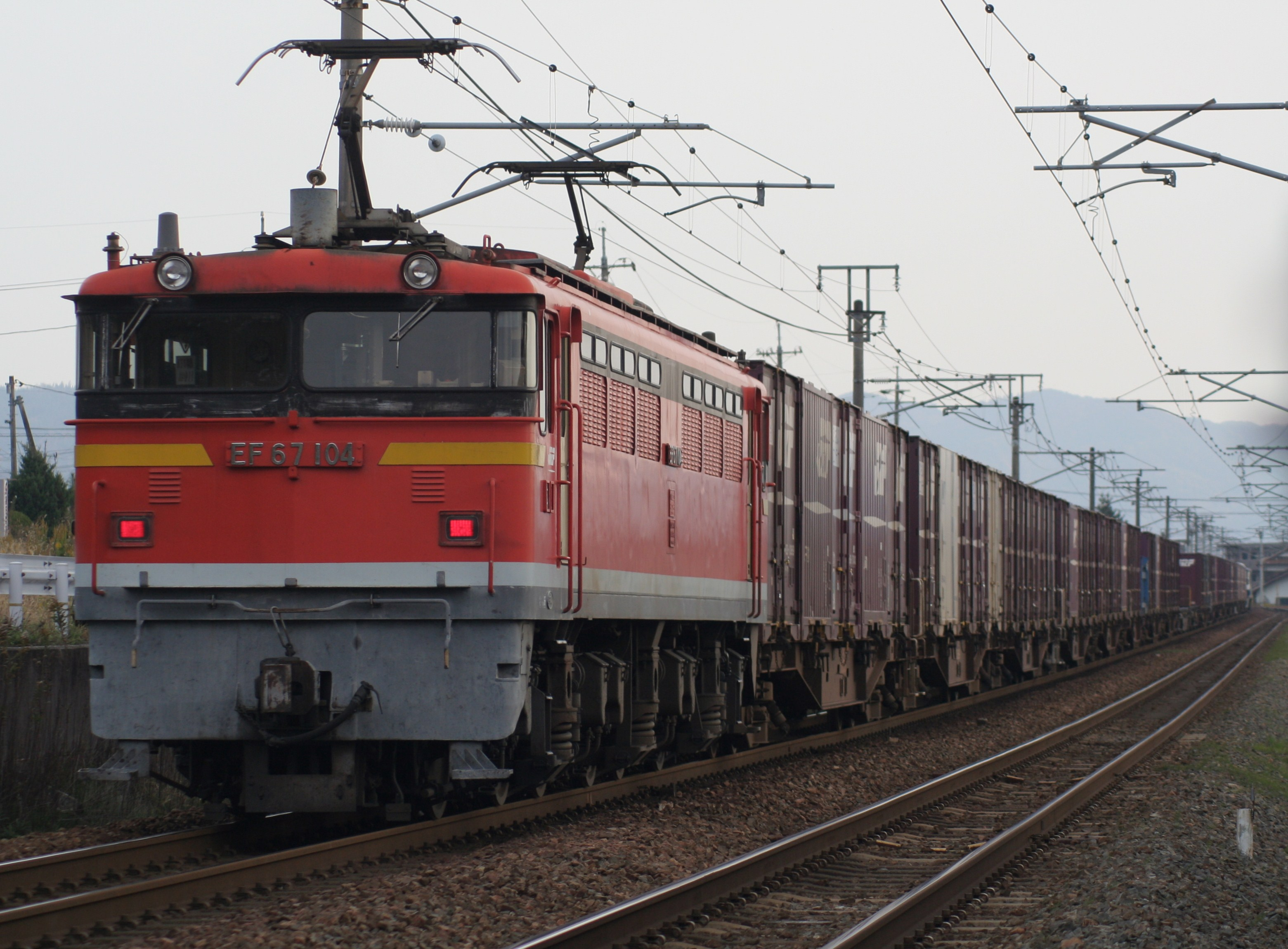
Die EF67 104 am Ende eines Güterzugs im November 2009, Zustand nach einer Überholung